# ミクーリン AM-42

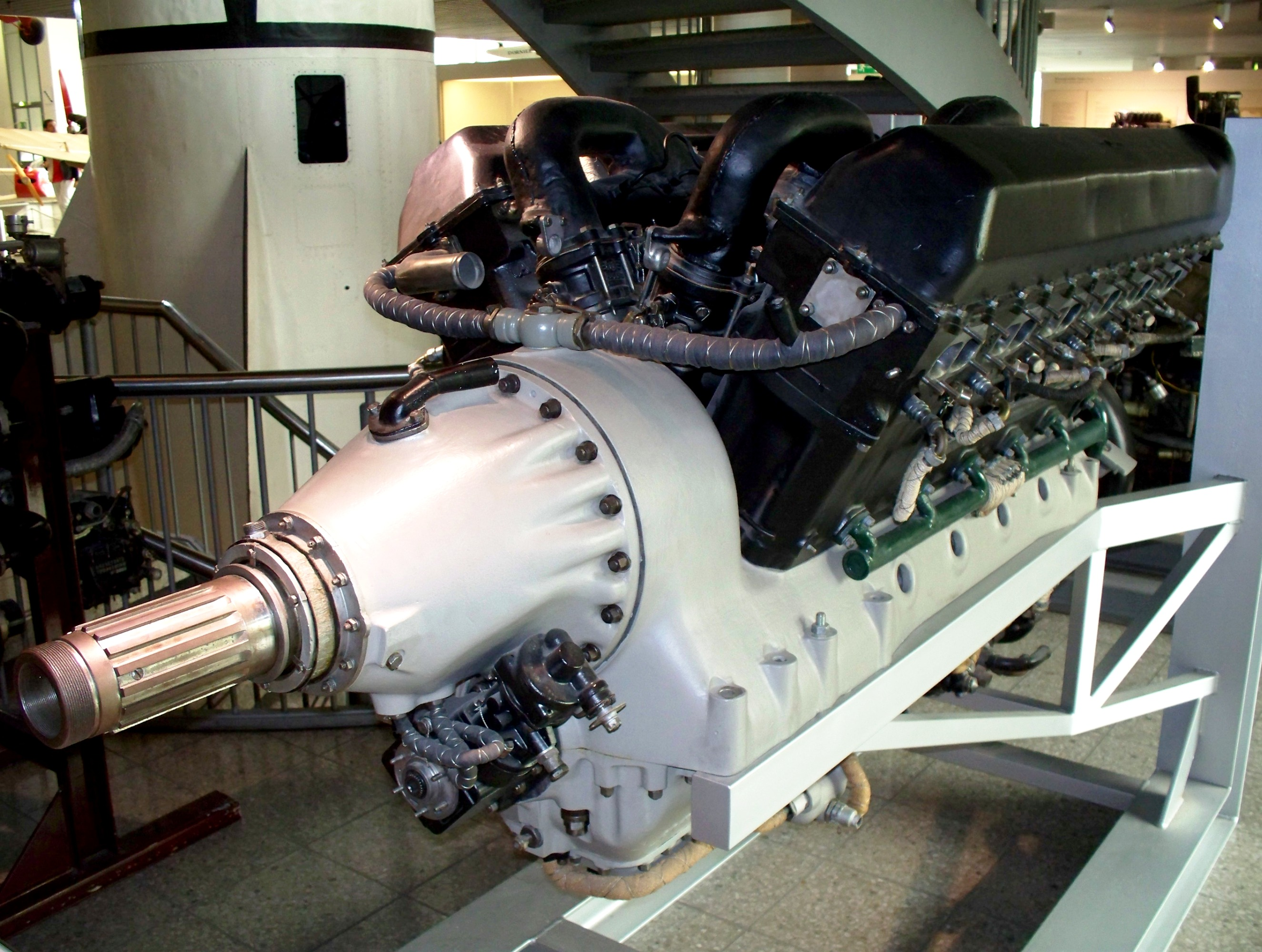
ミクーリン AM-42

ミクーリン AM-42（ロシア語: Микулин АМ-42）とは、第二次世界大戦中の1940年代にソビエト連邦のミクーリン設計局で開発された航空機用レシプロエンジンである。同局が手掛けたAM-38Fをベースとして出力を向上させたもので、イリューシン Il-1戦闘機や、Il-8・Il-10 対地攻撃機に搭載された。
エンジンは液冷V型12気筒の構造を持ち、排気量47リットルで2,000馬力程度の出力を発揮した。

## 諸元

### AM-42
- タイプ： 液冷60度V型12気筒
- ボア×ストローク： 160 mm × 190 mm
- 排気量： 46.66 L
- 乾燥重量： 996 kg
- 圧縮比： 5.5
- 過給機： 遠心式スーパーチャージャー
- 出力： 2000 hp / 2500 rpm
- 比出力： 42.9 hp/L
- 出力重量比： 2.00 hp/kg